# 長岡輝子
長岡輝子（長岡 輝子，1908年1月5日—2010年10月18日）是日本的女演員。

## 简介
长冈辉子出身岩手縣盛岡市，本名篠原輝子（舊姓長岡）。 畢業於東洋英和女學院，文化學院肄業。 處女作為「在風中搖擺的蘆葦」(1951 春原政久)。 1928年時前往巴黎進行演劇修行的留學，並於1930年回國。 回國後，與金杉惇郎創立劇團「Theatre Comedy」。 1939年，加入文學座。 1947年，與芥川比呂志、加藤道夫、荒木道子等人共同發起劇團「麥之會」。1971年退出文學座之後，曾參與現場朗讀宮澤賢治作品與聖書等等的表演工作。父親是英文學者長岡擴。

## 出演列表

### 電影
- 死之斷崖（1951年）
- 在風中搖擺的蘆葦　後編（1951年）
- 泣虫記者（1952年）
- 本日休診（1952年）
- にごりえ（1953年）
- 東京物語（1953年）
- 太陽西沉（1954年）
- 花與波濤（1954年）
- 山之音（1954年）
- 或る女（1954年）
- 心に花の咲く日まで（1955年）
- くちづけ（1955年）
- 早春（1956年）
- 茶の間の時計 愛情の波紋（1956年）
- 驟雨（1956年）
- 東京暮色（1957年）
- 誘惑（1957年）
- 純愛物語（1957年）
- 鰯雲（1958年）
- 花之慕情（1958年）
- 裸體大將（1958年）
- 彼岸花（1958年）
- キクとイサム（1959年）
- 早安（1959年）
- 暗夜行路（1959年）
- すずかけの散歩道（1959年）
- ある日わたしは（1959年）
- 夜の流れ（1960年）
- 墨東綺譚（1960年）
- 名叫妻子的女人們（1963年）
- 女の中にいる他人（1966年）
- 女人的一生（1967年）
- 二匹の用心棒（1968年）
- 華麗的鬥爭（1969年）
- 遠野物語（1982年）
- 阿信（1984年） ※配音出演
- 阿弓流為（2002年） ※配音出演

### 電視劇
- 阿信（1983年、晨間小說連續劇）
- 富士山麓（1984年、NHK電視劇人間模様）
- 武藏坊辨慶（1986年、NHK）

## 奖项
1939年，《大麦鸡汤》荣获艺术节文部大臣奖。 

1991年，《长冈辉子朗读宫泽贤治》荣获岩谷小波文艺奖。 

2003年，榮獲菊池寬賞。